# Wasserschloss Weiherdamm
Das Wasserschloss Weiherdamm, auch Burg zu Schuttertal genannt, ist eine abgegangene Wasserburg bei der Pfarrkirche am linken Ufer der Schutter im Dorf Schuttertal (Pfarrgutstraße), einem heutigen Ortsteil der Gemeinde Schuttertal im Ortenaukreis in Baden-Württemberg.
1470 wurde die Burg erstmals in einem Lehensvertrag des Diebold von Hohengeroldseck mit Kaspar von Waldstein als „.. das huß vnd bürg zu schutterdale, gelegen by sant anthonie (Pfarrkirche von Schuttertal) mit dem garten vff dem graben, schüre, huß vnd hoff vor dem slosse gelegen vnd zwen tagen matten all nest daby ..“ erwähnt. Da Kaspar von Waldstein sich bei der Lehensübernahme verpflichtete, die angefangenen Gebäude zu vollenden kann angenommen werden, dass die Burg wenige Jahre vor 1470 errichtet wurde.
Vermutlich wurde die Burg, die nach 1491 als verfallen galt und 1531 ein Burgstall war, im Bauernkrieg zerstört.
Von der ehemaligen Burganlage auf einem Grundriss von 22 mal 26 Metern, umgeben von einem durch die Schutter gespeisten etwa 19 Meter breiten Wassergraben ist noch der Keller  und der Burgbrunnen erhalten.